# 1789 : Les Amants de la Bastille
1789 : Les Amants de la Bastille est un spectacle musical français de Dove Attia, Albert Cohen et François Chouquet, sur des musiques de Rod Janois, Jean-Pierre Pilot, Olivier Schultheis, William Rousseau et Dove Attia, dont la première représentation eut officiellement lieu le 10 octobre 2012 au Palais des sports de Paris et la dernière le 5 janvier 2014 au Palais des sports également.

## Synopsis

### Acte 1
L'introduction s'ouvre sur le 25 juillet 1788 : le royaume de France est dévasté par la famine, Louis XVI convoque les États généraux. Le peuple des campagnes commence à se révolter. Une des révoltes est notamment menée par Ronan Mazurier, jeune paysan, contre la garde royale (Prélude). Au cours de la mêlée, le père de Ronan meurt d'un coup de feu de l'officier Lazare de Peyrol, sous les yeux de son fils et de sa fille Solène (Le Cri de ma naissance). Ronan décide alors de monter à Paris et promet de venger la mort de leur père.
À Versailles, la reine Marie-Antoinette d'Autriche dépense sans compter pour se distraire (Je mise tout). Son insouciance, comme celle du roi, inquiète Necker, le ministre des finances. Ce dernier souhaite des réformes fiscales, réformes moquées par le frère du roi, le comte d'Artois. La reine, elle, reçoit des nouvelles de son amant, le comte Axel de Fersen. La duchesse de Polignac confie la reine à Olympe, gouvernante des enfants royaux et fille du lieutenant du Puget, responsable de la Bastille. Le comte d'Artois, soupçonneux, engage Auguste Ramard, un mouchard, pour espionner la reine.
On découvre ensuite Georges Danton, grande figure des dissidents. Libertin notoire, ce dernier fait l'éloge de la vie des faubourgs en compagnie de Charlotte, une enfant des rues (Au Palais Royal). On retrouve aussi Ronan, s'entretenant avec l'écrivain Camille Desmoulins.
L'arrivée de Solène au bras de Danton choque Ronan. Ce dernier s'insurge contre le fait que sa sœur se prostitue. Solène riposte (La Nuit m'appelle).
Plus tard, la reine, conduite par Olympe, retrouve Axel de Fersen. Ce dernier lui annonce qu'ils ne peuvent plus se voir, provoquant le désespoir de Marie-Antoinette. La reine s'effondre en larmes, hurlant de chagrin. Ronan, qui dormait à deux pas, se réveille furieux. Ignorant l'identité du couple secret, il houspille vertement la reine. Fersen et Ronan en viennent aux mains, jusqu'à l'apparition de Ramard, flanqué de ses deux acolytes. Olympe, pour protéger la reine, prétend que Ronan l'a agressée. Ramard, en fouillant le jeune homme, découvre une brochure républicaine : il l'envoie à la Bastille où Ronan subit un violent interrogatoire de Peyrol (Maniaque).
Plus tard, Olympe, après un entretien mouvementé avec le comte d'Artois et Ramard, se rend à la Bastille pour sauver Ronan. Malgré ses supplications, son père refuse de lui venir en aide. A bout, sachant Ramard et ses sbires à ses trousses, elle subtilise son trousseau. Poursuivie par son père et par les Mouchards, elle libère Ronan (La Sentence). Ce dernier, malgré une attirance réciproque, s'enfuit sans attendre (Tomber dans ses yeux).

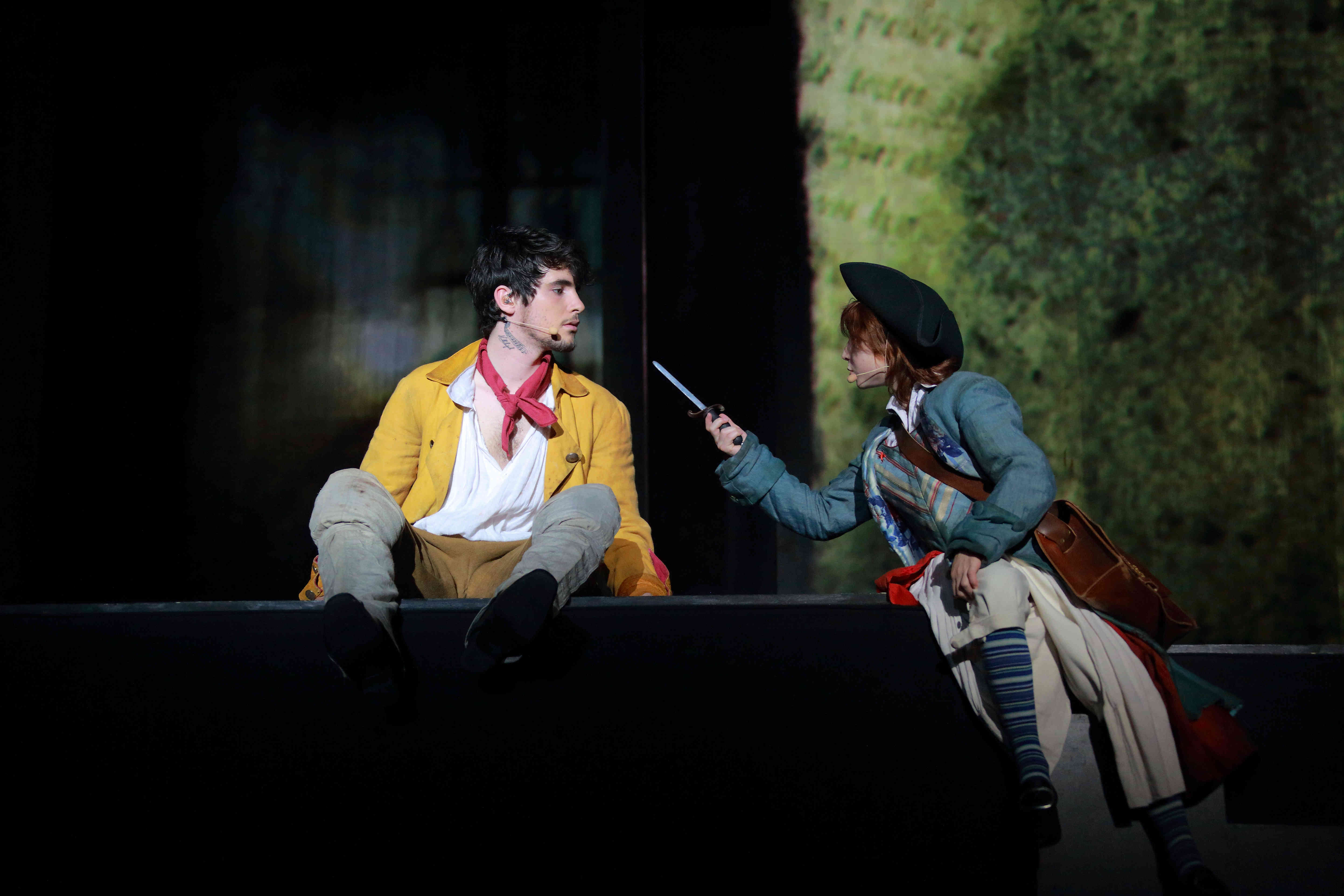
Ronan face à Charlotte.

Le jeune homme se réfugie chez Marat, l'imprimeur. Il retrouve Desmoulins, Danton et Maximilien de Robespierre, lesquels parlent de la révolution à venir (Hey ha / Pic et pic). Arrive alors Charlotte qui les avertit de l'arrivée des Mouchards, puis conduit Ronan à Olympe. Cette dernière avoue son inclination pour lui mais lui interdit de la revoir. Pourtant, Ronan, renseigné par Charlotte, la retrouve dans un cimetière, lors de l'enterrement du Dauphin; tous deux s'abandonnent à leur passion (La Guerre pour se plaire).
Louis XVI bouleversé par la mort de son fils, mais poussé par son frère, signe un ordre visant à anéantir l'insurrection. Les révolutionnaires sont déroutés par les événements mais ne perdent pas espoir (La rue nous appartient).

### Acte 2
Dans les rues, le peuple perd patience vis-à-vis du roi (La rue nous appartient - reprise). L'Assemblée révolutionnaire se réunit à Versailles au mépris des ordres ; c'est le serment du jeu de paume (À quoi tu danses ?).
Olympe, quant à elle, fait un cauchemar dans lequel Ramard met Ronan à mort dans un décor infernal (Je suis un dieu). Ronan survient et la rassure. Mais lorsqu'il lui fait part, enthousiasmé, des combats naissants supposés le venger des riches, Olympe lui reproche l'inconscience du peuple face à cette haine et lui rappelle qu'elle n'est pas dans son camp.
Pendant ce temps, Solène, accompagnée d'autres femmes et mères, viennent réclamer du pain. Elles se rendent aux portes de Versailles (Je veux le monde).
Au château, le roi reproche à la reine son insouciance et ses amours clandestines. Necker, lassé par ses échecs successifs, démissionne. Lorsque Desmoulins apprend la nouvelle au peuple, il l'encourage à prendre les armes (Ça ira mon amour). Danton ordonne de se rendre aux Invalides chercher des armes pour repousser les soldats envoyés aux quatre coins de la ville. Ces troupes sont menées par le comte de Peyrol (Nous ne sommes).
À Versailles, Charlotte, envoyée par Ronan, retrouve Olympe. La fillette lui parle de l'amour de Ronan et de sa mort certaine : c'est la Révolution ! Mais Olympe ne peut se résoudre à quitter la reine, malmenée par les événements récents. Surprise par les Mouchards, Olympe est harcelée par Ramard. Le comte d'Artois apparaît et chasse ce dernier. Ramard, poignardé, meurt. Plus tard, la reine, qui a deviné l'amour interdit d'Olympe, lui permet de partir retrouver celui qu'elle aime. Olympe partit, la reine se retire, accablée (Je vous rends mon âme).
Les révolutionnaires décident de se rendre à la Bastille pour chercher la poudre nécessaire, dont Ronan (Tomber dans ses yeux / Les Mots qu'on ne dit pas, puis Sur ma peau). Le peuple, après un combat très rude, parvient à pénétrer dans la prison.
Le sort des amants de la Bastille (Fixe) diffère selon les saisons. Durant la première saison, Ronan est touché et expire dans les bras d'Olympe. Durant la seconde, Olympe reçoit une balle et s'effondre, agonisant dans les bras de Ronan. En pleurs, leurs amis assistent à ce trépas.

Malgré les morts, les révolutionnaires sont victorieux : le 14 juillet scelle la fin de la monarchie absolue et l'avènement de la Déclaration des Droits de l'Homme et du citoyen et le la République. Les révolutionnaires, tous rassemblés, chantent le jour nouveau qui se lève (Pour la peine).

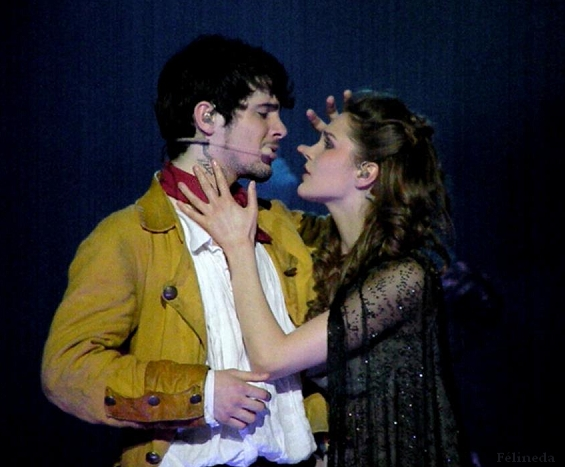
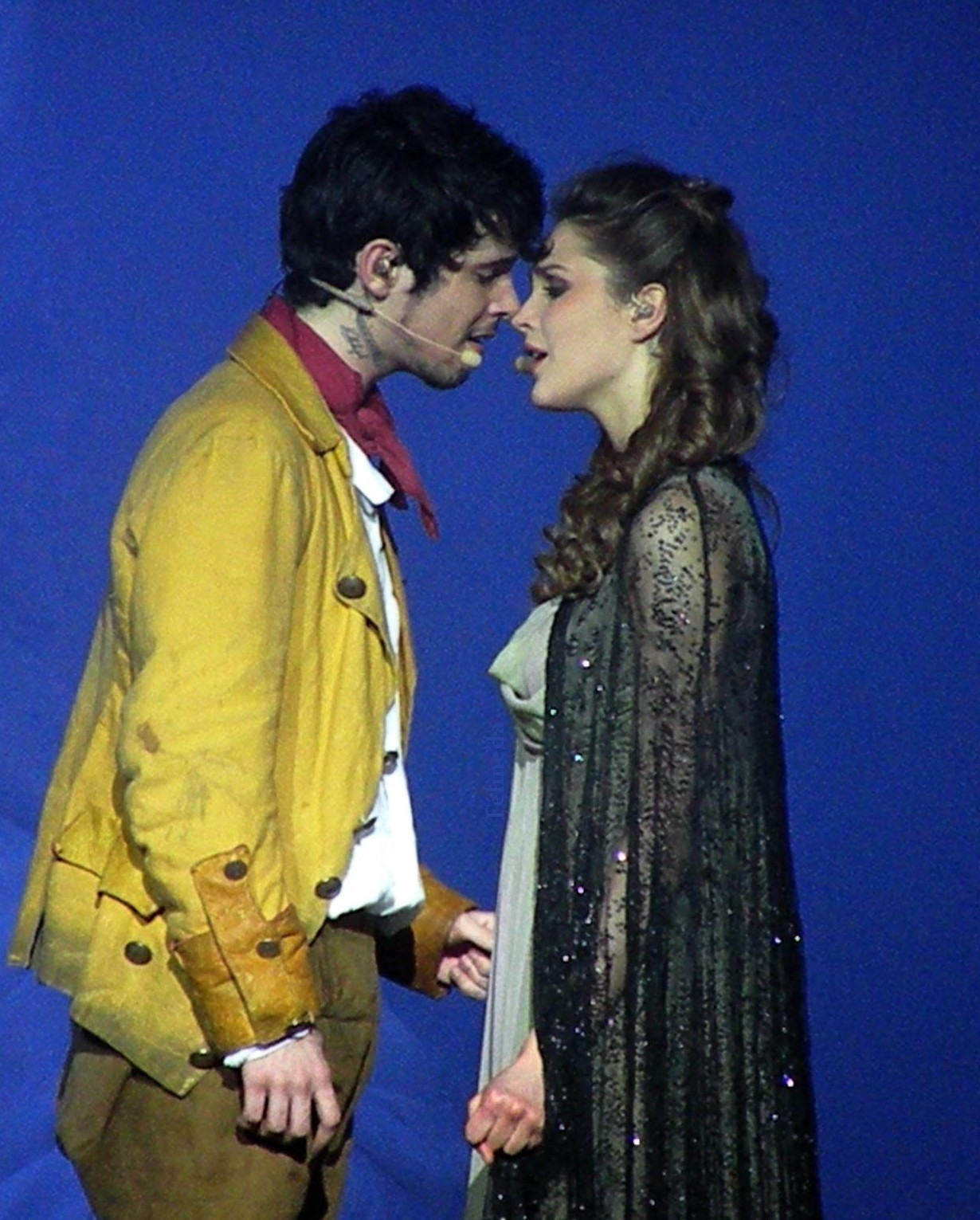
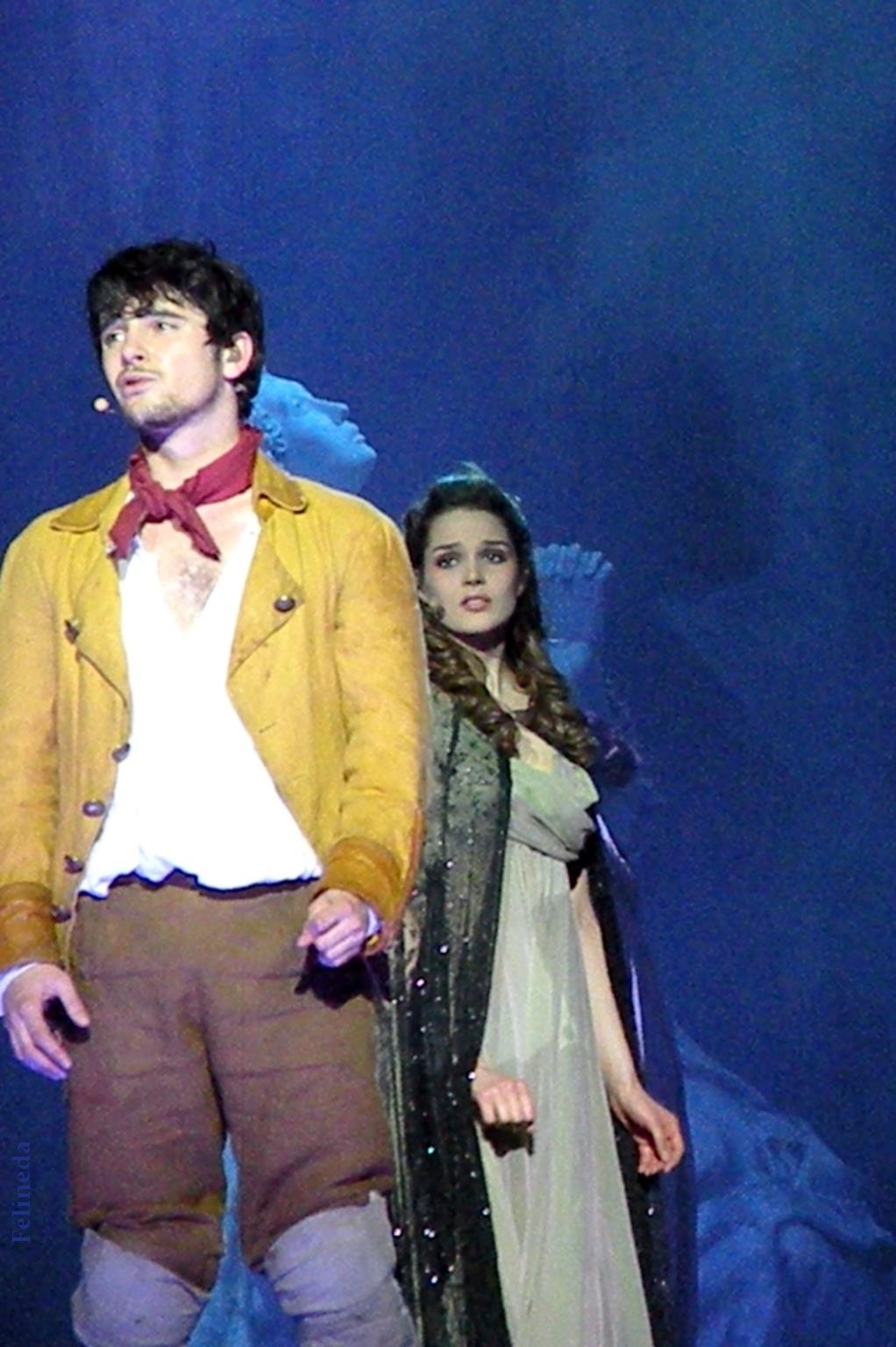

## Fiche technique
- Titre : 1789 : Les Amants de la Bastille
- Livret : Dove Attia et François Chouquet
- Paroles : Dove Attia et Vincent Baguian
- Musique : Rod Janois, Jean-Pierre Pilot, Olivier Schultheis, William Rousseau, Dove Attia et François Castello, Louis Delort et Laurent Delort
- Mise en scène et chorégraphie : Giuliano Peparini
- Production : Dove Attia et Albert Cohen
- Casting : Bruno Berberes
- Costumes : Frédéric Olivier
- Coiffures : Sébastien Quinet et Any d'Avray
- Lumières : Xavier Lauwers
- Images : Patrick Neys
- Coach vocal : Pierre Reggiani
- Date de première représentation : 10 octobre 2012 au Palais des sports de Paris[2]
- Date de dernière représentation de la saison I : 13 janvier 2013 au Palais des sports de Paris[3]
- Date de début de la tournée : 1er février 2013 au Zénith de Lille
- Date de reprise : 7 novembre 2013 (reculée au 29 du même mois à cause d'un accident) au palais des sports de Paris
- Date de dernière représentation de la saison II : 5 janvier 2014 au Palais des sports de Paris

## Distribution

### Chanteurs
|                                                                       |  |  |
| Les interprètes principaux du spectacle, Louis Delort et Camille Lou. |  |  |

- Louis Delort : Ronan Mazurier, paysan, l'amant de la Bastille
- Camille Lou : Olympe du Puget, sous-gouvernante des enfants royaux, l'amante de la Bastille
- Rod Janois : Camille Desmoulins, avocat, journaliste et député, « plume de la Révolution »
- Roxane Le Texier : Marie-Antoinette d'Autriche, reine de France
- Sébastien Agius : Maximilien Robespierre, avocat et député aux États généraux
- Nathalia puis Caroline Rose : Solène, sœur de Ronan
- Matthieu Carnot : comte Lazare de Peyrol, officier du Roi
- David Bàn : Georges Jacques Danton, avocat et président du district des cordeliers
- Yamin Dib puis Willy Rovelli (rôle non chanté) : Auguste Ramard, dit « Le Mouchard »
  - 1re saison : Eva Baranes, Elisa Bergomi, Sonia Ben Ammar, Charlie Loiselier, Morgane Rouault, Marilou Lopes-Benites et Elyne Craipeau qui tiennent le rôle de Charlotte et du dauphin du roi.
  - 2e saison : Morgane Rouault, Marilou Lopes-Benites, Elyne Craipeau et Prune Richard qui tiennent le rôle de Charlotte et du dauphin du roi.

### Comédiens

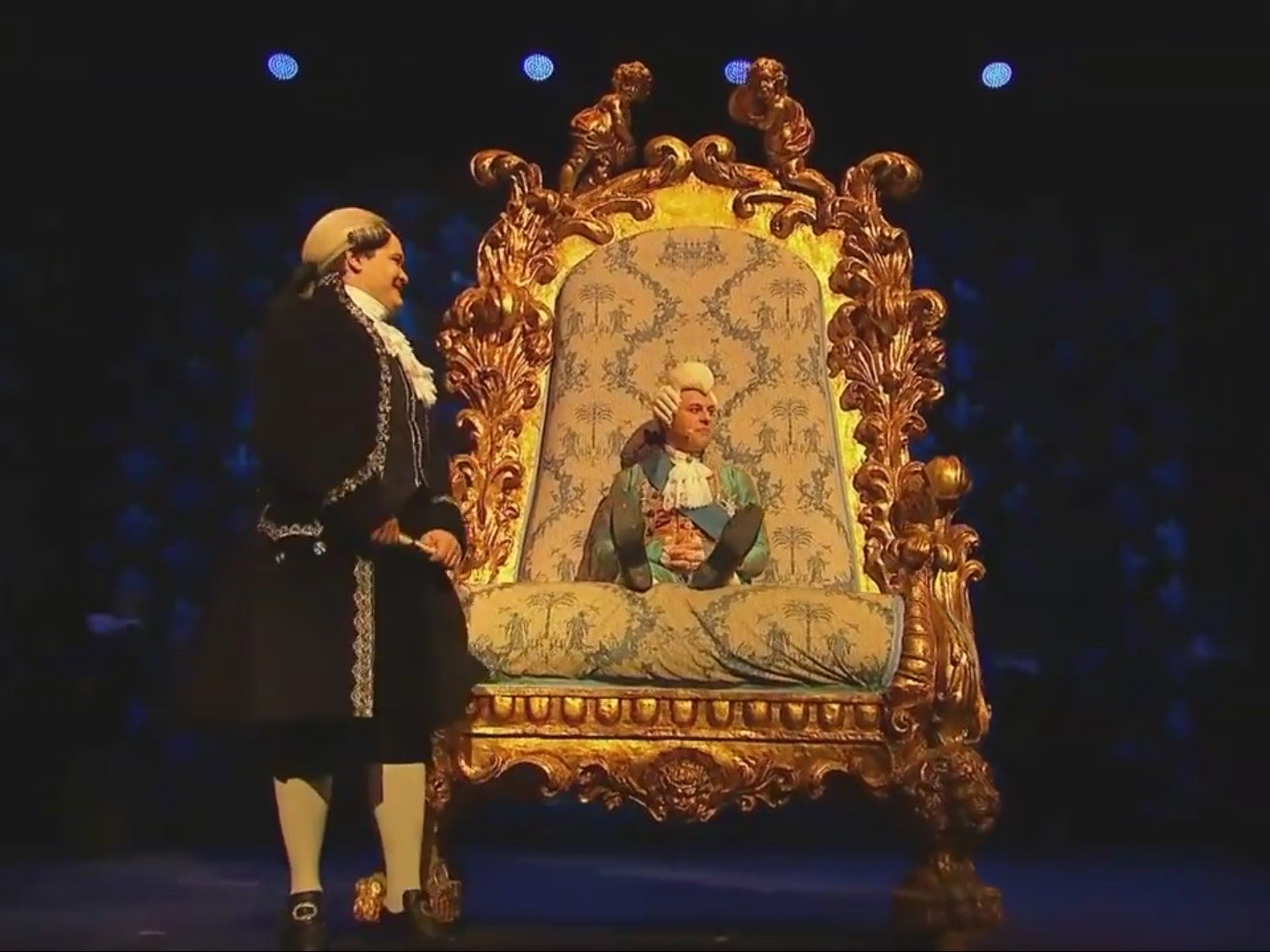
Guillaume Delvingt (Jacques Necker) et Philippe Escande (Louis XVI) durant une scénette du spectacle.

- Guillaume Delvingt : Jacques Necker, directeur général des finances ; Honoré-Gabriel Riqueti de Mirabeau, député du Tiers-État et initiateur de la Déclaration des Droits de l'Homme et du Citoyen du 26 août 1789 (et père de Ronan et Solène)
- Philippe Escande : Louis XVI, roi de France ; Lieutenant du Puget (père d'Olympe)
- Valentin Vossenat[4] : Tournemain, acolyte d'Auguste Ramard
- Olivier Mathieu : Loisel, acolyte d'Auguste Ramard
- Tatiana Matre : Gabrielle de Polignac, duchesse de Polignac et marquise de Mancini, amie et confidente de Marie-Antoinette d'Autriche
- Corentin Mazo : Axel de Fersen, comte suédois amant de Marie-Antoinette d'Autriche
- Cyril Romoli : le comte Charles d'Artois (frère de Louis XVI) ; Manneron ; doublure de David Ban.

### Musiciens
- Olivier Schultheis : Basse, direction d'orchestre sur Le Cri de ma naissance, Je mise tout, La nuit m'appelle, Maniaque, La Sentence, À quoi tu danses ?, Je veux le monde, Hey ha, Ça ira mon amour, Fixe, Pour la peine
- Jean-Pierre Pilot : Programmation, pianos, claviers
- William Rousseau : Programmation, guitares, basses et chœurs
- François Castello : Orchestration, programmation et direction d'orchestre des parties symphoniques

### Musiciens additionnels
- David Salkin : batterie (et prise de son batterie) sur La Guerre pour se plaire, Tomber dans ses yeux, Sur ma peau et Filles et femmes à la fois
- Estelle Micheau : voix lyrique sur Au Palais-Royal et sur La Guerre pour se plaire
- Laureen Pilot : chœurs sur Pour un nouveau monde
- Sébastien Surel : premier violon
- Nicolas Montazaud : percussions sur Ça ira mon amour
- Marielle Hervé : chœurs sur Ça ira mon amour
- Anthony Cohen : programmations additionnelles sur Le Cri de ma naissance, Je mise tout, La nuit m'appelle, Maniaque, La Sentence, À quoi tu danses ?, Je veux le monde, Hey ha, Ça ira mon amour, Fixe, Pour la peine

## Discographie

### Singles
Révélé le 3 octobre 2011, Ça ira mon amour est le premier single du spectacle, interprété par Rod Janois, et dont le clip a été dévoilé le 28 octobre 2011. Une édition collector fut disponible le 2 janvier 2012.
Le deuxième single Pour la peine, chanté par la troupe, est sorti le 27 février 2012, suivi du clip dévoilé le 2 mars 2012.
Aussi adapté en clip le 1er juillet 2012, et tourné au Château de Versailles, Je veux le monde interprété par Nathalia est disponible depuis le 18 mai 2012.
Le quatrième extrait du spectacle, Tomber dans ses yeux, duo des amants de la Bastille Camille Lou et Louis Delort, a été révélé le 12 septembre 2012. Le clip dévoilé le 22 octobre 2012 donne un aperçu des répétitions et des différentes scènes du spectacle en live.
Le cinquième extrait du spectacle est Sur ma peau, interprété par Louis Delort dont le clip est tourné les 20 et 21 mars en Camargue. Il a été dévoilé le 8 avril 2013.
Un nouvel extrait de la nouvelle version du spectacle est sorti en single le 23 septembre. Le titre s'intitule Les Mots que l'on ne dit pas et est interprété par Camille Lou. Le clip a été dévoilé le 14 octobre 2013.

### Albums

#### Première édition
Le premier album du spectacle, sorti le 2 avril 2012, comprend :
1. Pour la peine (Rod Janois, Nathalia, Sébastien Agius, Roxane Le Texier, Matthieu Carnot et Camille Lou) - 3:19
2. Hey ha (Sébastien Agius) - 3:01
3. Je veux le monde (Nathalia) - 3:18
4. Ça ira mon amour (Rod Janois) - 3:41
5. Le temps s'en va (Matthieu Carnot et Camille Lou) - 2:52
6. Fixe (Rod Janois) - 3:02
7. Je mise tout (Roxane Le Texier) - 3:10
8. La Sentence (Camille Lou) - 3:34
9. Maniaque (Matthieu Carnot) - 2:59
10. La rue nous appartient (Rod Janois et Matthieu Carnot) - 3:52
11. À quoi tu danses ? (Sébastien Agius) - 2:36
12. La nuit m'appelle (Nathalia) - 3:15
13. Le Cri de ma naissance (Nathalia) - 2:43
14. Ça ira mon amour (version acoustique) - 4:26

#### Edition intégrale
L'album intégral, disponible depuis le 22 octobre 2012, comprend :

##### CD1
1. Prélude (instrumental) - 1:24
2. Le Cri de ma naissance (Nathalia) - 2:43
3. Je mise tout (Roxane Le Texier) - 3:10
4. Au Palais royal / Les Prostituées (David Bàn) - 3:27
5. La nuit m'appelle (Nathalia) - 3:15
6. Tomber dans ses yeux (Louis Delort et Camille Lou) - 2:48
7. Maniaque (Matthieu Carnot) - 2:59
8. La Sentence (Camille Lou) - 3:34
9. Hey ha (Sébastien Agius) - 3:01
10. La Guerre pour se plaire (Louis Delort et Camille Lou) - 5:25
11. La rue nous appartient (Rod Janois et Louis Delort) - 3:52

##### CD2
1. À quoi tu danses ? (Sébastien Agius) - 2:36
2. Je suis un dieu / Le cauchemar (Yamin Dib) - 3:49
3. Je veux le monde (Nathalia) - 3:18
4. Ça ira mon amour (Rod Janois) - 4:26
5. Nous ne sommes (Matthieu Carnot) - 3:46
6. Je vous rends mon âme (Roxane Le Texier) - 2:54
7. Sur ma peau (Louis Delort) - 3:00
8. La Prise de la Bastille (instrumental) - 1:57
9. Fixe / Les Droits de l'homme (Rod Janois) - 4:25
10. Pour la peine (Rod Janois, Nathalia, Sébastien Agius, Roxane Le Texier, Matthieu Carnot et Camille Lou) - 3:19

##### BONUS
1. Ça ira mon amour (version acoustique) - 3:43
2. Je veux le monde (version acoustique) - 2:55
3. Pour un nouveau monde (Sonia Ben Ammar et Charlie Loiselier) - 3:04
4. Filles et femmes à la fois (Nathalia, Camille Lou et Roxane Le Texier) - 3:02
5. Allez viens (Rod Janois, Louis Delort et Sébastien Agius) - 3:00

#### Edition Super Deluxe
Le troisième album, sorti le 4 novembre 2013, comprend deux nouvelles chansons : Pic et Pic et Les Mots que l'on ne dit pas.

##### CD1
1. Prélude (instrumental) - 1:24
2. Le Cri de ma naissance (Nathalia) - 2:43
3. Je mise tout (Roxane Le Texier) - 3:10
4. Au Palais royal / Les Prostituées (David Bàn) - 3:27
5. La nuit m'appelle (Nathalia) - 3:15
6. Tomber dans ses yeux (Louis Delort et Camille Lou) - 2:48
7. Maniaque (Matthieu Carnot) - 2:59
8. La Sentence (Camille Lou) - 3:34
9. Hey ha (Sébastien Agius) - 3:01
10. Pic Pic (Louis Delort, Rod Janois, Sébastien Agius et David Ban) - 3:03
11. La Guerre pour se plaire / Le Dauphin (Louis Delort et Camille Lou) - 5:25
12. La rue nous appartient (Rod Janois et Louis Delort) - 3:52

##### CD2
1. À quoi tu danses ? (Sébastien Agius) - 2:36
2. Je suis un dieu / Le cauchemar (Yamin Dib) - 3:49
3. Je veux le monde (Nathalia) - 3:18
4. Ça ira mon amour (Rod Janois) - 4:26
5. Nous ne sommes (Matthieu Carnot) - 3:46
6. Je vous rends mon âme (Roxane Le Texier) - 2:54
7. Les Mots que l'on ne dit pas (Camille Lou) - 3:20
8. Sur ma peau (Louis Delort) - 3:00
9. La Prise de la Bastille (instrumental) - 1:57
10. Fixe / Les Droits de l'homme (Rod Janois) - 4:25
11. Pour la peine (Rod Janois, Nathalia, Sébastien Agius, Roxane Le Texier, Matthieu Carnot et Camille Lou) - 3:19

##### BONUS
1. Ça ira mon amour (version acoustique) - 3:43
2. Je veux le monde (version acoustique) - 2:55
3. Pour un nouveau monde (Sonia Ben Ammar et Charlie Loiselier) - 3:04
4. Filles et femmes à la fois (Nathalia, Camille Lou et Roxane Le Texier) - 3:02
5. Allez viens (Rod Janois, Louis Delort et Sébastien Agius) - 3:00

## DVD
Des équipes françaises, sud-coréennes et américaines ont effectué la captation du DVD du spectacle le 18 décembre 2012. Il est disponible en 2D et en 3D depuis le 6 novembre 2013.

## Production

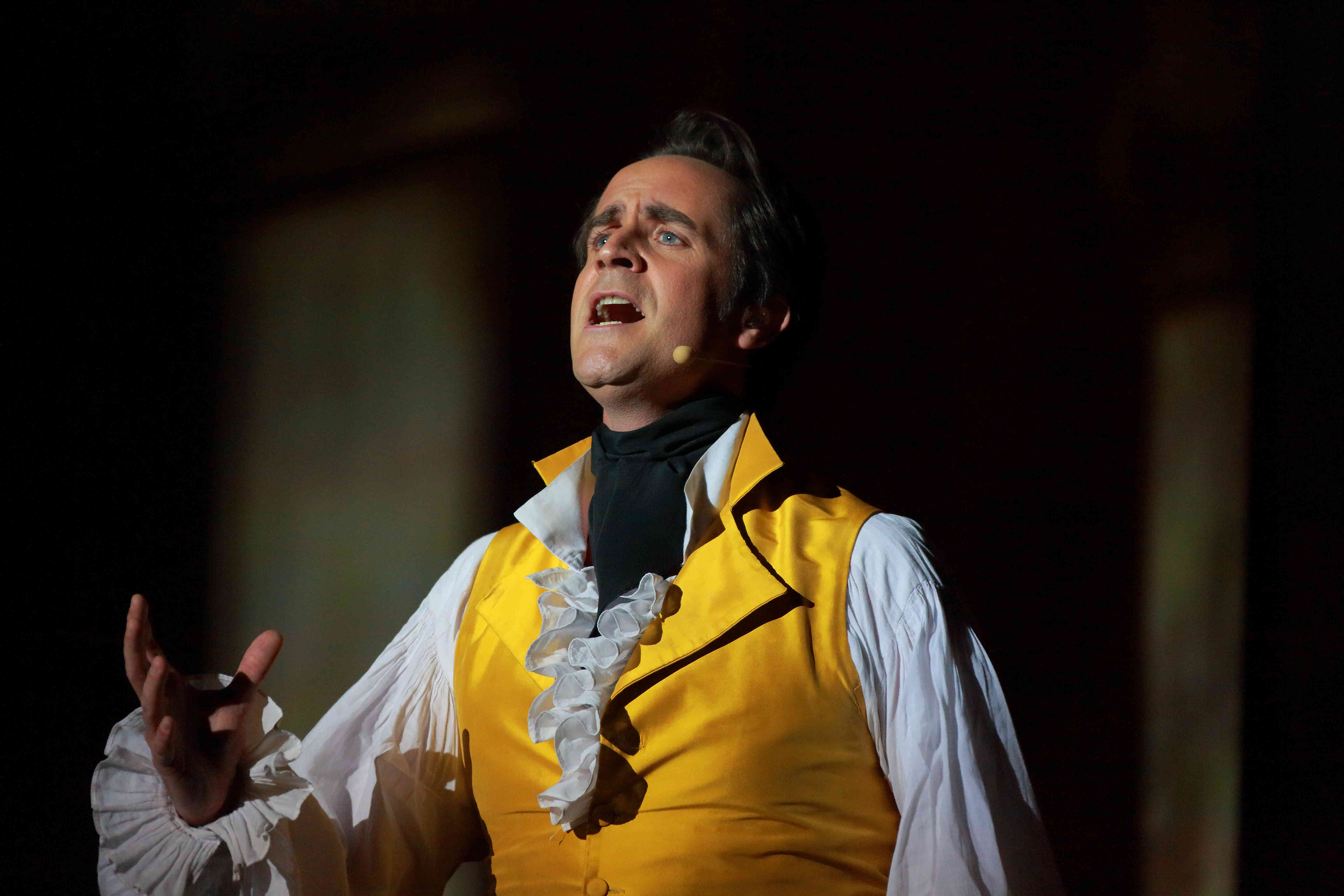
Rod Janois, l'un des compositeurs du spectacle, campe également un rôle majeur, celui de Camille Desmoulins.

1789 : Les Amants de la Bastille est une nouvelle collaboration de la « bande des Cinq » (Rod Janois, Olivier Schultheis, William Rousseau, Jean-Pierre Pilot et Dove Attia). Auparavant, l'équipe avait travaillé ensemble sur les spectacles à succès Le Roi Soleil et Mozart, l'opéra rock. Sur l'impulsion de Dove Attia, Rod Janois interprète l'un des rôles principaux.
En 2012, Sébastien Agius, gagnant de l'édition 2009 de X-Factor et doublure sur le spectacle musical de Kamel Ouali, Dracula, l'amour plus fort que la mort, rejoint la troupe. Un temps annoncé pour jouer Jean Sylvain Bailly (un protagoniste supprimé de l'intrigue finale), il incarne finalement Maximilien de Robespierre.
Sur l'impulsion du chanteur Merwan Rim, Camille Lou rencontre Dove Attia dans un restaurant : elle improvise alors une interprétation de Falling Slowly, un morceau issu de Once. Le producteur l'encourage à passer le casting pour son futur projet. Pressentie pour Marie-Antoinette, elle déroche finalement le rôle féminin principal.
Le chanteur du groupe de rock grenoblois Caravage, Mathieu Carnot, est quant à lui pressenti pour le rôle masculin principal du spectacle, Lazare. Il se présente à l'audition après avoir subi une opération des cordes vocales et informe la production que son rétablissement reste aléatoire. Il est néanmoins choisi pour incarner l'amant de la Bastille aux côtés de Camille Lou. Quelques semaines avant les répétitions, toujours éprouvé par son opération, Mathieu Carnot doit renoncer au rôle phare. La production lui propose alors un personnage moins exposé : celui du comte de Peyrol, l'un des antagonistes. L'amant (Lazare dans le script original) est baptisé Ronan ; quant à Peyrol, il a désormais pour identité complète le comte Lazare de Peyrol.
Louis Delort, candidat finaliste de The Voice, lui succède pour camper le protagoniste principal. Dove Attia voit en Louis Delort « un vrai gavroche, un révolutionnaire ».

## Accident
Le 8 novembre 2013, une explosion accidentelle des stocks pyrotechniques, lors d'une opération de maintenance en coulisses, fait une quinzaine de blessés dont cinq graves. L'un d'eux, Marcus Toledano, directeur technique du spectacle, décède dans les heures qui suivent. Un hommage lui est rendu le 9 novembre 2013 ; les fans se mobilisent également, déposant des roses blanches et rouges à l'entrée du Palais des Sports. L'accident provoque en outre des dégâts matériels : plusieurs costumes ont été endommagés, de même que le matériel informatique et la sonorisation. À la suite du drame, les représentations sont suspendues jusqu'au vendredi 29 novembre 2013. Les effets pyrotechniques sont remplacés par des effets de sons et lumières.
L'accident est porté devant les tribunaux français. Le 23 janvier 2017, la société d'exploitation du Palais des Sports de Paris et NTCA Productions sont reconnues coupables d'homicide involontaire et blessures involontaires par violation manifestement délibérée d'une obligation de sécurité ou de prudence. La première est condamnée à verser 40 000 euros d'amende et la seconde à verser 250 000 euros d'amende. 46 000 euros de dommages et intérêts sont versés aux proches de Marcus Toledano.

## Annulation de la seconde tournée et seconde production
Le 13 juillet 2013, la page officielle Facebook de 1789 : Les Amants de la Bastille annonce l'annulation de la seconde tournée prévue à partir du 15 février 2014 au Galaxie en raison de décors trop spacieux pour être accueillis dans certains zéniths.
La production préfère concentrer les représentations au palais des sports de Paris du 7 novembre 2013 au 5 janvier 2014.
Lors de son retour au palais des sports de Paris, le spectacle connait une nouvelle version avec quelques changements. Il bénéficie par exemple d'un orchestre de quatre musiciens, lequel intervient sur les titres phares de la comédie musicale. Deux chansons ont été rajoutées : Pic et Pic interprétée par Louis Delort, Rod Janois, Sébastien Agius et David Ban ainsi que Les Mots que l'on ne dit pas chantée par Camille Lou. La Sentence, à l'origine interprétée par Camille Lou, est remplacée par la nouvelle version du tableau de la chanson Tomber dans ses yeux. Certaines scènes et dialogues ont été légèrement modifiés. Le tableau Je suis un Dieu / Le cauchemar a été en partie changé : le successeur de Yamin Dib, Willy Rovelli, n'étant pas chanteur, le morceau de Ramard est supprimé. La scène du cauchemar reste néanmoins quasiment intacte (Olympe fait quelques prières avant l'intervention du mouchard).

## Distinctions

### Récompenses
- 2013 : Globes de cristal : Meilleure comédie musicale[28]

### Nominations
- 2013 : NRJ Music Awards : Groupe / duo francophone de l'année et chanson francophone de l'année pour Tomber dans ses yeux
- 2014 : NRJ Music Awards : Groupe / duo francophone de l'année

## Anecdotes
- Comme les troupes de Mozart, l'opéra rock et d'Adam et Ève : La Seconde Chance quelque temps auparavant, les membres de 1789 les amants de la Bastille proposent à leur tour une interprétation de Quand on arrive en ville lors de l'émission 300 chœurs pour les fêtes. La troupe est accompagnée pour l'occasion du Chœur du Studio International de Paris[29].
- L'émission La Chanson de l'année diffusée sur TF1 est annuellement tournée au Palais des sports de Paris. Comme en 2010 avec les décors de Mozart, l'opéra rock, la troupe interprète un medley dans son propre environnement. Louis Delort et Camille Lou chantent également le duo Tomber dans ses yeux, nommé dans la catégorie Chanson francophone de l'année[30].

## Adaptation japonaise

### Genèse
Déjà à l'œuvre sur les adaptations nippones d'autres pièces européennes (Mozart! ou Roméo et Juliette), le dramaturge Shûichirô Koike traduit et étoffe cette version. La comédie musicale est montée sur scène par les productions Takarazuka (2015 / 2023) puis Tōhō (2016 / 2018).

### Production Takarazuka

#### Modifications
Quelques changements notables ont été apportés par Shūichirō Koike. La principale différence concerne le personnage féminin principal : il s'agit de Marie-Antoinette (Reika Aïki) dans la version 2015. Dans la version 2023, Olympe (Maizora Hitomi) redevient l'héroïne centrale. Contrairement à la production Tōhō, Le temps s'en va（夢よ永遠に…) ne figure pas dans la production Takarazuka.

#### Fiche technique
- Titre : 1789 -バスティーユの恋人たち-
- Livret : Shūichirō Koike d'après Dove Attia et François Chouquet
- Paroles : Shūichirō Koike d'après Dove Attia et Vincent Baguian
- Musique : Ken Ohta d'après Rod Janois, Jean-Pierre Pilot, Olivier Schultheis, William Rousseau, Dove Attia et François Castello, Louis Delort et Laurent Delort
- Adaptation : Shūichirō Koike
- Mise en scène : Shūichirō Koike
- Directeur musical : Jun Nishino
- Chorégraphie : Yumino Oori, Risa Wakao, Ryosuke Sakuragi
- Production : Akihiro Ishida
- Costumes : Atsushi Arimura
- Coiffures et maquillage :
- Lumières : Toshiyuki Kasahara
- Images : Hidetaro Oku
- Coach vocal : Tomomi Tate
- Communication : Japan Post Insurance Co., Ltd.

#### Distribution 2015 (Troupe de la Lune)
- Ryū Masaki : Ronan Mazurier, paysan puis imprimeur, l'amant de la Bastille
- Reika Aïki : Marie-Antoinette d'Autriche, reine de France
- Nagi Nana Rûmi : Camille Desmoulins, avocat, journaliste et député, « plume de la Révolution »
- Rurika Miya : comte Charles d'Artois
- Ryō Tamaki : Maximilien Robespierre, avocat et député aux États généraux
- Kaito Hoshijo : comte Lazare de Peyrol, officier du Roi
- Kurama Sao : Georges Jacques Danton, avocat et président du district des cordeliers
- Wakaba Saotome / Mizuki Umino : Olympe du Puget, gouvernante des enfants royaux, l'amante de la Bastille
- Mira Hanayo / Aki Harune : Solène Mazurier, sœur de Ronan
- Ren Mishiro / Kashiro Aoï : Louis XVI, roi de France
- Yutaka Asuka : lieutenant du Puget, père d'Olympe
- Youri Souka : Madame de Polignac, favorite de Marie-Antoinette
- Seri Ayatsuki : Jean-Paul Marat, journaliste
- Kozuki Ruu : Jacques Necker, ministre des finances
- Yuria Shimon : Auguste Ramard, dit « Le Mouchard », espion à la solde du comte d'Artois
- Asami Aya : Loiselle, acolyte de Ramard
- Yuuma Kizuki : Tournemain, acolyte de Ramard
- Sou Uzuki : Jacques, employé à l'imprimerie
- Soja Kozuki : Michel, employé à l'imprimerie
- Chisei Akatsuki : comte Hans Axel von Fersen, amant de Marie-Antoinette
- Shino Koyuki : Charlotte, fillette du Palais-Royal
- Hibiki Reona : Dr Guillotin, inventeur de la guillotine
- Kotone Kazuha : Lucile Desmoulins, femme de Camille Desmoulins

#### Distribution 2023 (Troupe de l'Etoile)
- Rei Makoto : Ronan Mazurier, paysan puis imprimeur, l'amant de la Bastille
- Maisora Hitomi : Olympe du Puget, gouvernante des enfants royaux, l'amante de la Bastille
- Arisa Hitomi : Marie-Antoinette d'Autriche, reine de France
- Chisei Akatsuki : Camille Desmoulins, avocat, journaliste et député, « plume de la Révolution »
- Louria Seo : comte Charles d'Artois
- Shin kiwami : Maximilien Robespierre, avocat et député aux États généraux
- Yuuma Kizuki : comte Lazare de Peyrol, officier du Roi
- Amahana Ema : Georges Jacques Danton, avocat et président du district des cordeliers
- Honoka Kozakura : Solène Mazurier, sœur de Ronan
- Yuu Hiroka : Louis XVI, roi de France
- Miki Chigusa : lieutenant du Puget, père d'Olympe
- Natsu Shirotae : Madame de Polignac, favorite de Marie-Antoinette
- Makoto Ooki : Jean-Paul Marat, journaliste
- Réo Kizaki : Jacques Necker, ministre des finances
- Sario Aomi : Auguste Ramard, dit « Le Mouchard », espion à la solde du comte d'Artois
- Kazuto Kisho : Loiselle, acolyte de Ramard
- Taiki Hayate : Tournemain, acolyte de Ramard
- Ryou Yuunagi : Jacques, employé à l'imprimerie
- Homaré Amaki : Michel, employé à l'imprimerie
- Amato Kanon : comte Hans Axel von Fersen, officier suédois et amant de la reine
- Hanaka Ruri : Charlotte, fillette du Palais-Royal
- Ryō Asamizu : Dr Guillotin, inventeur de la guillotine
- Chizuru Uta : Lucile Desmoulins, femme de Camille Desmoulins

#### Musique
La troupe de la Lune a enregistré un CD live, disponible depuis le 16 juillet 2015.

#### DVD
Le DVD et le blu-ray du spectacle sont sortis le 16 juillet 2015, mettant à l'honneur la troupe de la Lune.

### Production Tōhō

#### Modifications
Quelques changements notables ont été apporté par Shūichirō Koike. L'intrigue est développée, ce qui amène à une durée de 158 minutes pour la version nippone, contre 130 minutes pour la captation française originale.
Marie-Antoinette est davantage présente dans la trame, de même qu'Axel de Fersen. La relation de la reine et du jeune noble suédois est illustrée via le titre 夢よ永遠に… (Le temps s'en va...) ; cette chanson figurait sur le premier album du spectacle, où elle était interprétée par Matthieu Carnot et Camille Lou, mais a été supprimée de la représentation scénique française après le remplacement de Carnot par Louis Delort. Leur couple est également traité via le morceau original 世界の終わりがきても (Même si le monde touchait à sa fin), lequel met en parallèle les histoires impossibles vécues par Ronan/Olympe et Axel/Marie-Antoinette.
Au même titre que le comte de Peyrol, le comte d'Artois est ici l'un des antagonistes principaux de la pièce : il incarne une menace directe pour Marie-Antoinette et surtout Olympe, laquelle se refuse à lui. L'équivalent de Je suis un Dieu（私は神だ）est ainsi interprété par le Comte d'Artois et non Ramard.
S'ils restent l'atout comique principal du spectacle, Ramard et ses acolytes ont une position moins tranchée au sein de l'intrigue. Ramard est toujours épris d'Olympe mais ne lui fait pas une cour insistante et ne l'agresse pas ; il cherche aussi à protéger la jeune gouvernante face à Artois (Je suis un Dieu / 私は神だ). Le trio Ramard, Loiselle et Tournemain sert également de narrateur pour expliciter le contexte politique des Etats généraux (三部会).
Lucile Duplessis apparaît dans la comédie musicale. Sage et instruite, elle est présentée comme un soutien indéfectible pour son fiancé Desmoulins. Elle figure à ses côtés sur plusieurs tableaux, notamment durant les chansons Au palais royal (パレ・ロワイヤル), La rue nous appartient (街は我らのもの), Prenez les armes (武器を取れ), Ça ira mon amour (サ・イラ・モナムール) et pendant le tableau final. Elle se révèle une amie précieuse pour les Mazurier, quand bien même elle réprouve les méthodes violentes de Solène et la méfiance bravache de Ronan.
Si Marat tient un rôle majeur dans la version originale, il n'est pas mentionné dans ce spectacle ; à l'inverse, Mirabeau figure sur quelques tableaux dont celui des Etats généraux (三部会) et La rue nous appartient（街は我らのもの).
Les inégalités et les tensions au sein même du tiers état sont largement débattues par Ronan, Desmoulins, Robespierre et Danton, par exemple lors de la chanson 自由と平等 (Libres et égaux).

#### Fiche technique
- Titre : 1789 -バスティーユの恋人たち-[34]
- Livret : Shūichirō Koike d'après Dove Attia et François Chouquet
- Paroles : Shūichirō Koike d'après Dove Attia et Vincent Baguian
- Musique : Ken Ohta d'après Rod Janois, Jean-Pierre Pilot, Olivier Schultheis, William Rousseau, Dove Attia et François Castello, Louis Delort et Laurent Delort
- Adaptation : Shūichirō Koike
- Mise en scène : Yasuhisa Hirose
- Directeur musical : Ken Ohta
- Directeur artistique : Rûmi Matsui
- Chorégraphie : Ryosuke Sakuragi
- Production : Yuki Hattori et Yuuki Shinozaki
- Costumes : Yoshiko Ikuzawa
- Coiffures et maquillage : Katsuyuki Tomioka
- Lumières : Toshiyuki Kasahara
- Images : Hidetaro Oku
- Coach vocal : Akiko Yamaguchi
- Communication : Yasuhiro Azuma

#### Distribution
La distribution comporte deux castings principaux qui jouent en alternance : la Version d'espoir menée par le tandem Teppei Koike / Sayaka Kanda et la Version de courage où le duo Kazuki Katō / Nene Yumesaki est en tête d'affiche.
- Teppei Koike / Kazuki Katō : Ronan Mazurier, paysan puis imprimeur, l'amant de la Bastille
- Sayaka Kanda / Nene Yumesaki : Olympe du Puget, gouvernante des enfants royaux, l'amante de la Bastille
- Ouki Kaname (2016 / 2018) / Mari Hanafusa (2016) / Ryu Masaki (2018) : Marie-Antoinette, reine de France
- Daisuke Watanabe : Camille Desmoulins, avocat, journaliste et député, la « plume de la Révolution », fiancé de Lucile Duplessis

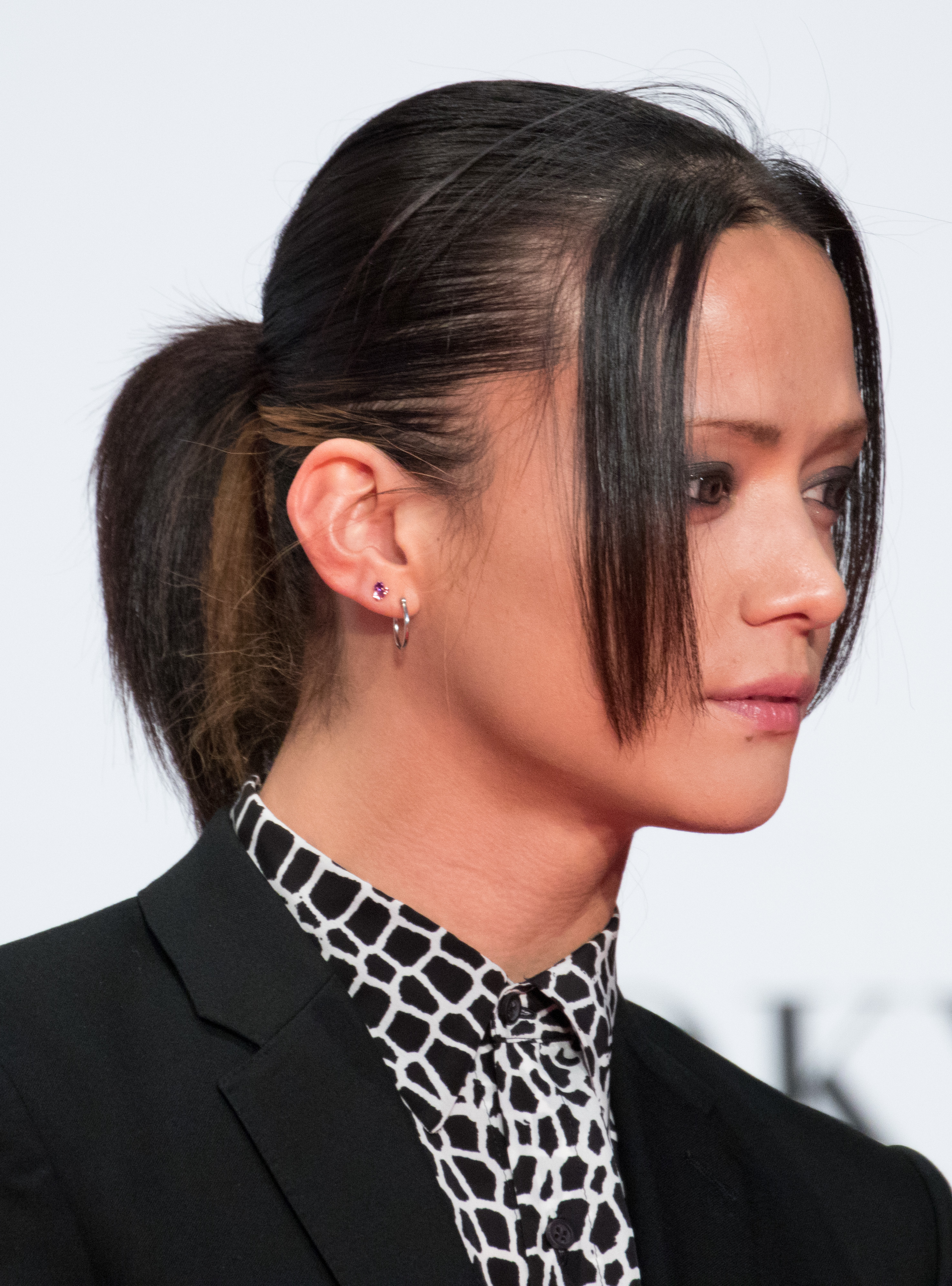
Ryōsuke Miura, l'interprète de Robespierre dans la production Tōhō.

- Yūta Furukawa (2016) / Ryōsuke Miura (2018) : Maximilien Robespierre, avocat et député aux États généraux
- Sonim : Solène Mazurier, sœur de Ronan, paysanne, prostituée puis serveuse, amante de Danton
- Kōjirō Oka : le comte Lazare de Peyrol, officier du roi
- Rio Uehara : Georges Jacques Danton, avocat et président du district des cordeliers, amant de Solène
- Kenji Sakamoto : Auguste Ramard, mouchard employé par Artois
- Keigo Yoshino : le comte Charles d'Artois, frère conspirateur du roi
- Yūsuke Hirose : le comte Hans Axel von Fersen, officier suédois, amant de la reine Marie-Antoinette
- Nozomu Masuzawa : Louis XVI, roi de France
- Miki Tachikawa (2016) / Tsutomu Isobe (2018) : Jacques Necker, ministre des finances
- Junichi Kato : Loiselle, acolyte de Ramard
- Ryōsuke Okada : Tournemain, acolyte de Ramard
- Ami Norimatsu : Lucile Duplessis, femme de lettres, fiancée de Desmoulins
- Megumi Iino (2016) / Aki Nagisa (2018) : Madame de Polignac, favorite de Marie-Antoinette
- Shigeo Matsuzawa : Lieutenant du Puget, père d'Olympe
- Sakura Saïto / Meika Sato / Miho Shimura / Rinka Tajima / Miyu Manza / Youa Yamaguchi : Charlotte, fillette du Palais-Royal
- Kazuya Suzuki / Jin Yoshiaki / Sosuke Okawara / Ryusuke Nakamura / Yuzu Terasaki : Louis-Joseph, fils de Marie-Antoinette et Louis XVI
- Risa Saeki (2016) / Marina Hanaoka (2018) : Manon, l'amante de Robespierre

#### Numéros musicaux

##### Acte 1
1. Nous ne sommes（国王陛下の名のもとに）[32]
2. Sur ma peau（肌に刻みこまれたもの）
3. Le cri de ma naissance（叫ぶ声）
4. Hey Ha（デムーランの演説) **
5. Frères de la révolution（革命の兄弟) *
6. Je mise tout（全てを賭けて）
7. Au palais royal（パレ・ロワイヤル）
8. La nuit m'appelle（夜のプリンセス）
9. Le temps s'en va（夢よ永遠に…) **
10. Maniaque（耐えてみせる）
11. L'évasion de Ronan（耐えてみせるリプライズ) / sur la mélodie de Maniaque **
12. Tomber dans ses yeux（二度と消せない)
13. Les états généraux（三部会）/ sur la mélodie de Pour un nouveau monde **
14. Libres et égaux（自由と平等）/ sur la mélodie de Pic et pic **
15. La guerre pour se plaire（この愛の先に）
16. La sentence（許されぬ愛）
17. La rue nous appartient（街は我らのもの）
18. Frères de la révolution - reprise（革命の兄弟 リプライズ) *

##### Acte 2
1. La rue nous appartient - reprise 1（街は我らのもの リプライズ1）
2. À quoi tu danses ?（誰の為に踊らされているのか）
3. Je suis un Dieu（私は神だ) **
4. Même si le monde touchait à sa fin（世界の終わ りがきても) *
5. Je veux le monde（世界を我が手に)
6. La rue nous appartient - reprise 2（街は我らのもの リプライズ2）
7. Prenez les armes（武器を取れ) *
8. Nous ne sommes - reprise（国王陛下の名のもとに リプライズ）
9. Je mise tout - reprise（全てを賭けて リプライズ) **
10. Je vous rends mon âme（神様の裁き）
11. Ça ira mon amour（サ・イラ・モナムール）
12. Sur ma peau - reprise（肌に刻みこまれたもの リプライズ）
13. Fixe - reprise（叫ぶ声 リプライズ）
14. Pour la peine（悲しみの報い）

* Création de la version japonaise
** Musique conservée mais message, interprète ou contexte différents

#### Musique
Le 20 octobre 2016 sortent deux albums liés à la production Tōhō : la Version de liberté (avec Teppei Koike et Sayaka Kanda) et la Version d'égalité (avec Kazuki Kato et Nene Yumesaki).

#### DVD
Le 29 octobre 2018, deux captations sortent en support physique : la Version d'espoir (avec Teppei Koike et Sayaka Kanda) et la Version de courage (Kazuki Kato et Nene Yumesaki).